# شفيق غربال
محمد شفيق غربال (26 جمادى الآخرة 1311 هـ/4 يناير 1894م - 9 جمادى الأولى 1381 هـ 19 أكتوبر 1961م) مؤرخ مصري. عمل أستاذا في جامعة القاهرة ويعد أول مصري تولى منصب كرسي أساتذة في قسم التاريخ في كلية الآداب. عمل في عدد من الوزارات. قام بإنشاء الجمعية المصرية للدراسات التاريخية بالإضافة للمتحف المصري. كان عضوًا في مجمع اللغة العربية بالقاهرة (منذ عام 1957 وحتى وفاته) والمجمع العلمي المصري.
ولد محمد شفيق غربال في الإسكندرية  وتلقى بها تعليمه الابتدائي فالثانوي بمدرسة رأس التين الثانوية، ثم انتقل إلى القاهرة والتحق بمدرسة المعلمين العليا ثم أوفد إلى إنجلترا لإكمال دراسته في جامعة ليفربول إبان الحرب العالمية الأولى. أشرف على رسالته لنيل الماجستير المؤرخ البريطاني الشهير أرنولد توينبي. كانت الرسالة بعنوان «بداية المسألة المصرية وظهور محمد علي».
اختير عام 1370 هـ / 1951م لعضوية لجنة من 12 مؤرخا من أبرز مؤرخي العالم ليكونوا مستشارين لليونسكو في شئون تاريخ العالم. وأشرف أيضا على الموسوعة العربية الميسرة، وتوفي قبل طبعها بعد مرض قصير في القاهرة.

## كتب ودراسات عنه
- شفيق غربال مؤرخا، أحمد عبد الرحيم مصطفى، المجلة التاريخية المصرية، 1963.